# San Antolín de las Dorigas
San Antolín de las Dorigas (Santolín en asturiano y oficialmente) es una parroquia y lugar del concejo asturiano de Salas, en España. Su superficie es de superficie 2,02 km² y alberga a 32 habitantes. Su templo parroquial se dedica a San Antolín.
El 2 de septiembre se celebra la fiesta de San Antolín con misa cantada, procesión y romería.

## Barrios y aldeas (2017)[2][3]
- Barrudo (Barrudu en asturiano y oficialmente) (casería) - 1 habitante.
- La Rebollada (casería) - 13 habitantes.
- San Antolín (Santolín) (lugar) - 18 habitantes.